# Quilles de Plounéour Trez
Le jeu de quilles de Plounéour-Trez est un jeu de quilles pratiqué dans la commune de Plounéour-Trez, dans le Finistère, en région Bretagne.
Le jeu de quilles de Plounéour-Trez est inscrit à l’Inventaire du patrimoine culturel immatériel en France.

## Historique
Ce jeu de quille est aujourd’hui encore pratiqué dans la commune. Des espaces de jeux sont disponibles dans certains bars, et les jeux sont sortis lors des fêtes locales, notamment pour le pardon. On ne sait pas exactement à quand remonte la création de ce jeu.

## Description
Le jeu est formé par un plateau incliné en bois de 2 mètres par 1,20 mètre sur lequel sont posées six quilles de 18 centimètres de hauteur. Le joueur dispose de deux boules en bois de 15 centimètres de diamètre pour faire tomber ces six quilles. Il peut pour cela utiliser les rebords du plateau. Il peut également se servir de la première boule lancée en lançant la seconde dans la foulée. Ce jeu de quilles de Plounéour-Trez était à l’origine un jeu pratiqué seulement par les adultes. En effet à l’époque, il y avait de l’argent en jeu. Une mise était proposée avant la partie et celui qui renversait le plus de quilles gagnait le butin. Seul le jeu en individuel est possible, le jeu en équipe n’est pas pratiqué.